# Philippe Cannissié
Jean-Baptiste Philippe Cannissié (Landau in der Pfalz 19 janvier 1799 - Lille 7 août 1877) est un architecte et un peintre français.

## Biographie
Philippe Cannissié est né le 19 janvier 1799 à Landau in der Pfalz.
Il étudie à l'école des beaux-arts de Paris à partir de 1819. Il collabore à Paris avec son ancien professeur : André Chatillon (architecte du département de la Seine).
Il a été architecte de la ville de Lille de 1849 à 1867. Lille lui doit notamment la restauration de l'église Saint-Maurice. Philippe Cannissié dirigea la restauration de l'église jusqu'à sa mort. Il fit construire les sacristies, élevées à l'est de l'édifice entre 1859 et 1863, et les trois travées occidentales de la nef avec le clocher entre 1867 et 1877 tout en conservant une grande homogénéité.
Il est membre fondateur de la société des architectes du Nord en 1868, initiative impulsée par Auguste Mourcou et Émile Vandenbergh. Il en est le premier président. Il fut également membre de la Société Impériale et Centrale des Architectes de Paris.
Il est le père d'Henri Cannissié (1843-1907) qui deviendra comme lui architecte à Lille.
Il meurt à Lille le 7 août 1877.

## Réalisations
En collaboration avec André Chatillon :
- Marché à fourrages, faubourg Saint-Antoine, à Paris
- Église Notre-Dame-de-la-Nativité à Bercy (en 1823), détruite lors de la Révolution de 1848
- Marché des Patriarches à Paris (en 1828-1830), boulevard Saint-Marcel
- Pont Louis-Philippe à Paris (1833), détruit lors de la Révolution de 1848
- Mairie et école communale de Bercy (vers 1843)

De 1849 à 1867, architecte de la ville de Lille :
- Passerelle Napoléon sur l'esplanade de la Citadelle (vers 1849)
- Agrandissement de l'église Saint-Maurice[3]  Inscrite MH
- Entrée et pavillon du cimetière de l'Est (Lille)
- Asile Saint-Michel
- Asile Vanackère